# 黑林山
（發音：[ˈʃvaʁtsvalt] ⓘ），又称黑森林，是德国最大的森林山脉，位于德国西南部的巴登-符腾堡州。黑林山的西边和南边是莱茵河谷，最高峰是海拔1493米的费尔德山。
黑林山大部分被松树和杉木覆盖，其中一部分是经济林。人们之所以称其为“黑林”，是因为山上林区内的森林密布，远远望去显得黑压压的一片。但上世紀的玻璃工業對木材需求巨大，加上農業開發，整個黑林山地區的森林比率曾由羅馬時代的100%下降至10%左右，到近年人們開始著重環保後森林比率已恢复至60%左右。
黑林山是德国的旅游胜地，因布谷鸟钟、黑森林蛋糕、黑森林火腿、蜂蜜和猪肘等而出名。

## 地理
黑林山根据树林分布稠密程度分为北部黑林山、中部黑林山和南部黑林山三部分。
北部黑林山，从巴登-巴登到弗罗伊登施塔特。北部黑林山的森林最为茂密，分布着大片由松树和杉树构成的原始森林，因为树叶颜色深并且树林分布密，远远望去呈现浓重的墨绿色。森林中还有些小湖，比如穆默尔湖（Mummelsee）和维尔德湖（Wildsee）。
中部黑林山，从弗罗伊登施塔特到弗赖堡。中部黑林山汇集了德国南部传统风格的木制农舍建筑，特里贝格附近的山间瀑布也位于森林之中。
南部黑林山，从弗赖堡到德国和瑞士的边境。树林不再相连成一大片，风光逐渐接近瑞士，山间的草地逐渐增多，树林间的山坡被开辟成草地牧场。

## 旅游景点
- 巴登-巴登
- 弗赖堡
- 蒂蒂湖

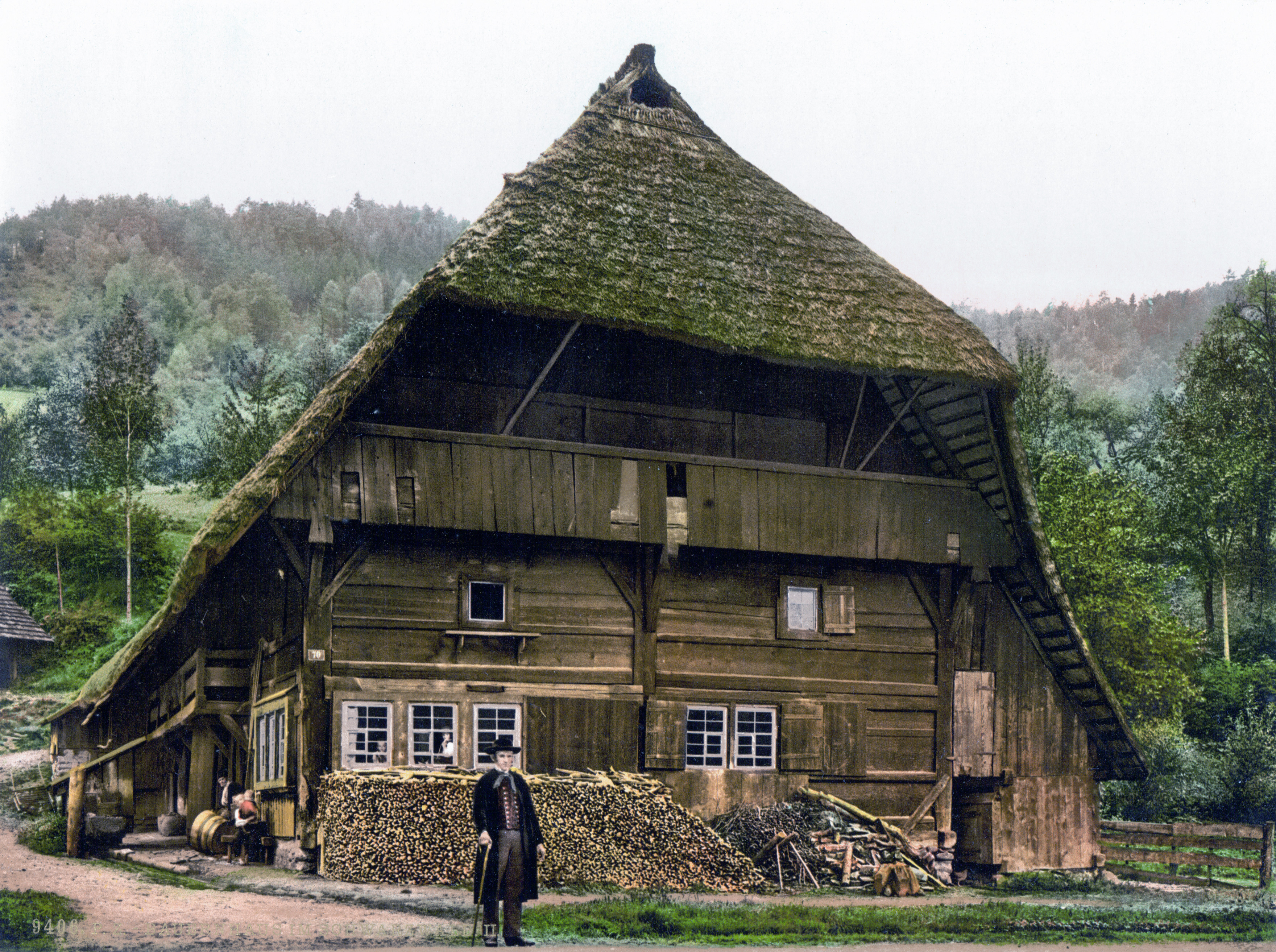
傳統木屋，1900年
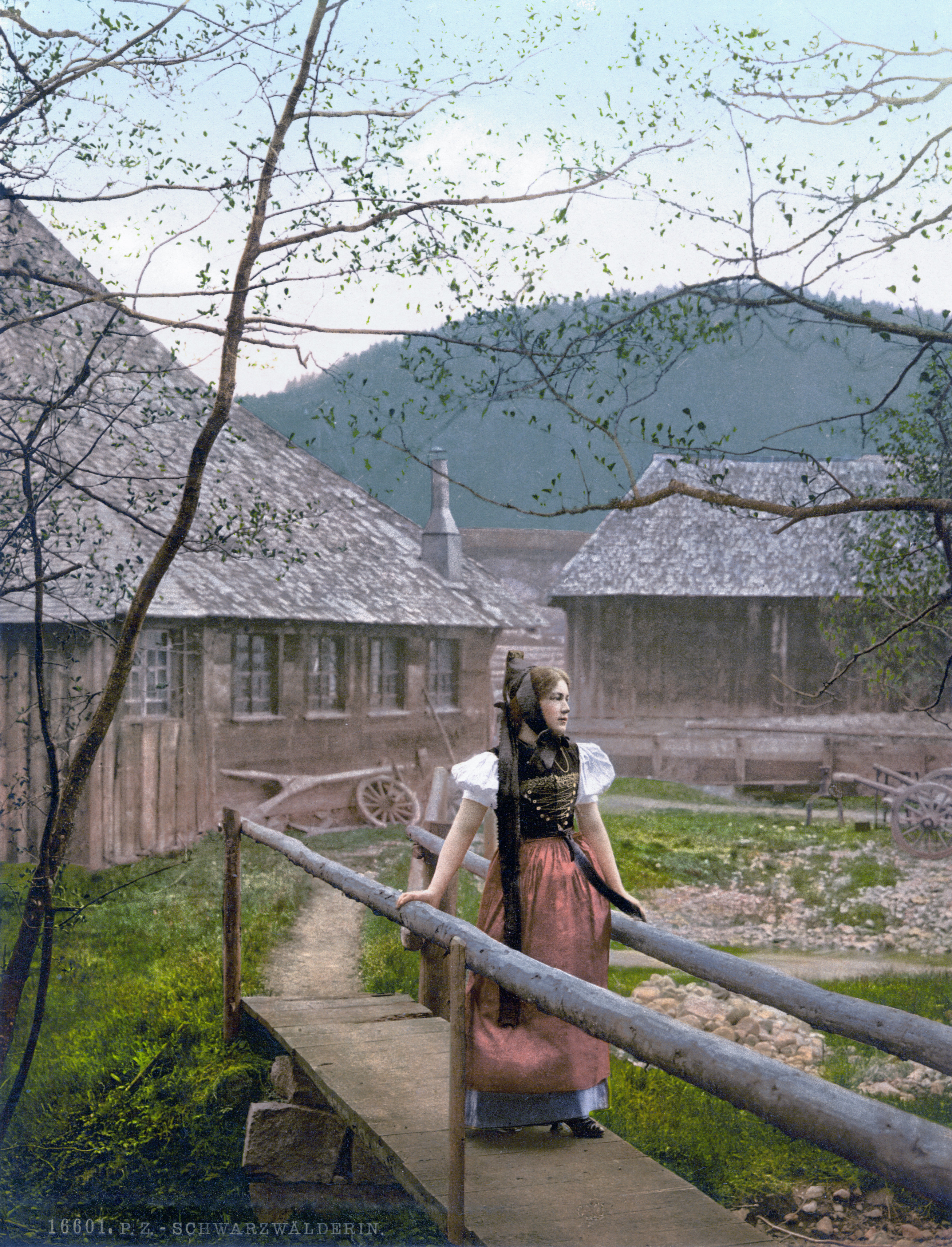
民族服飾，1900年
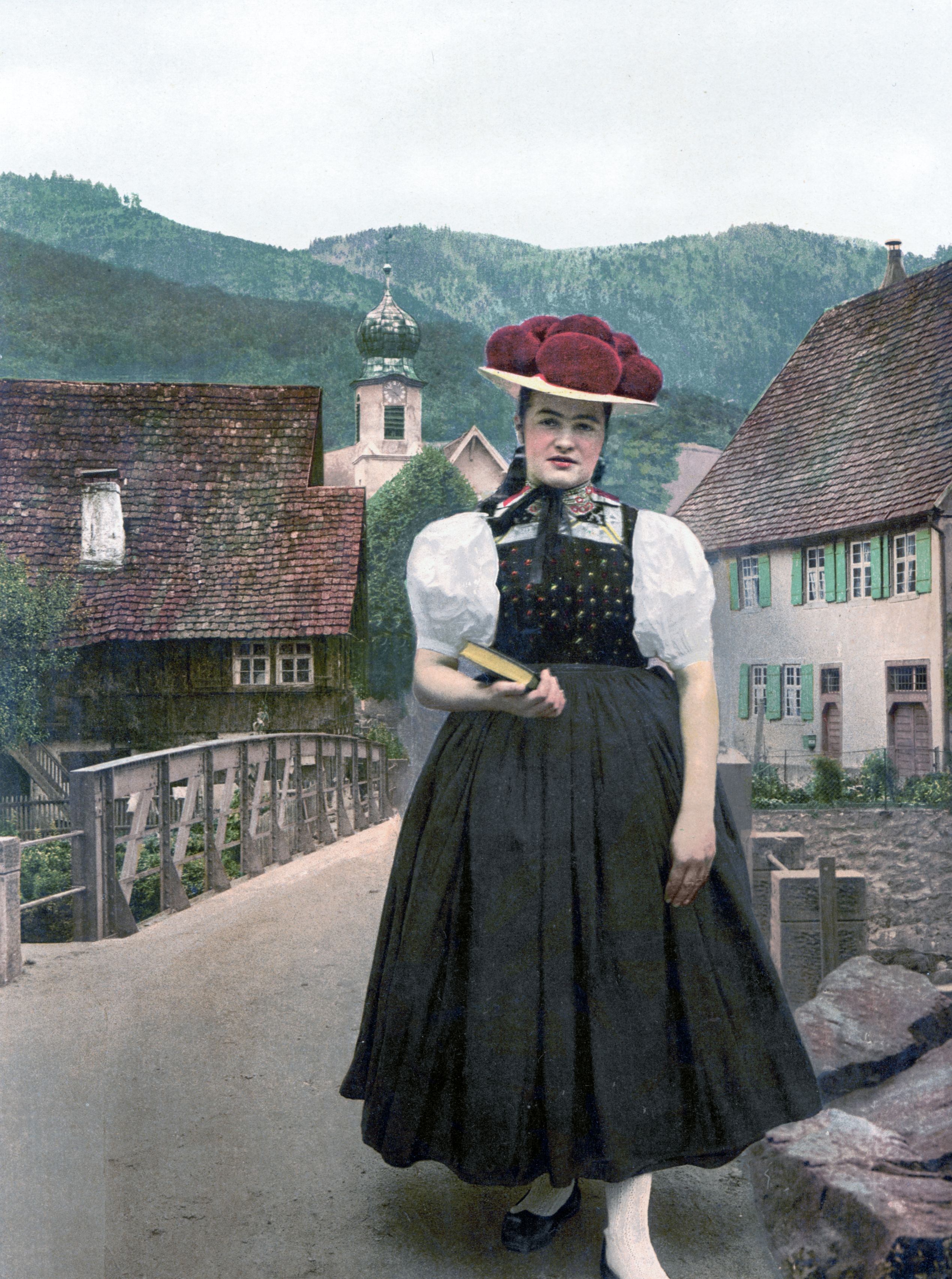
民族服飾，1900年
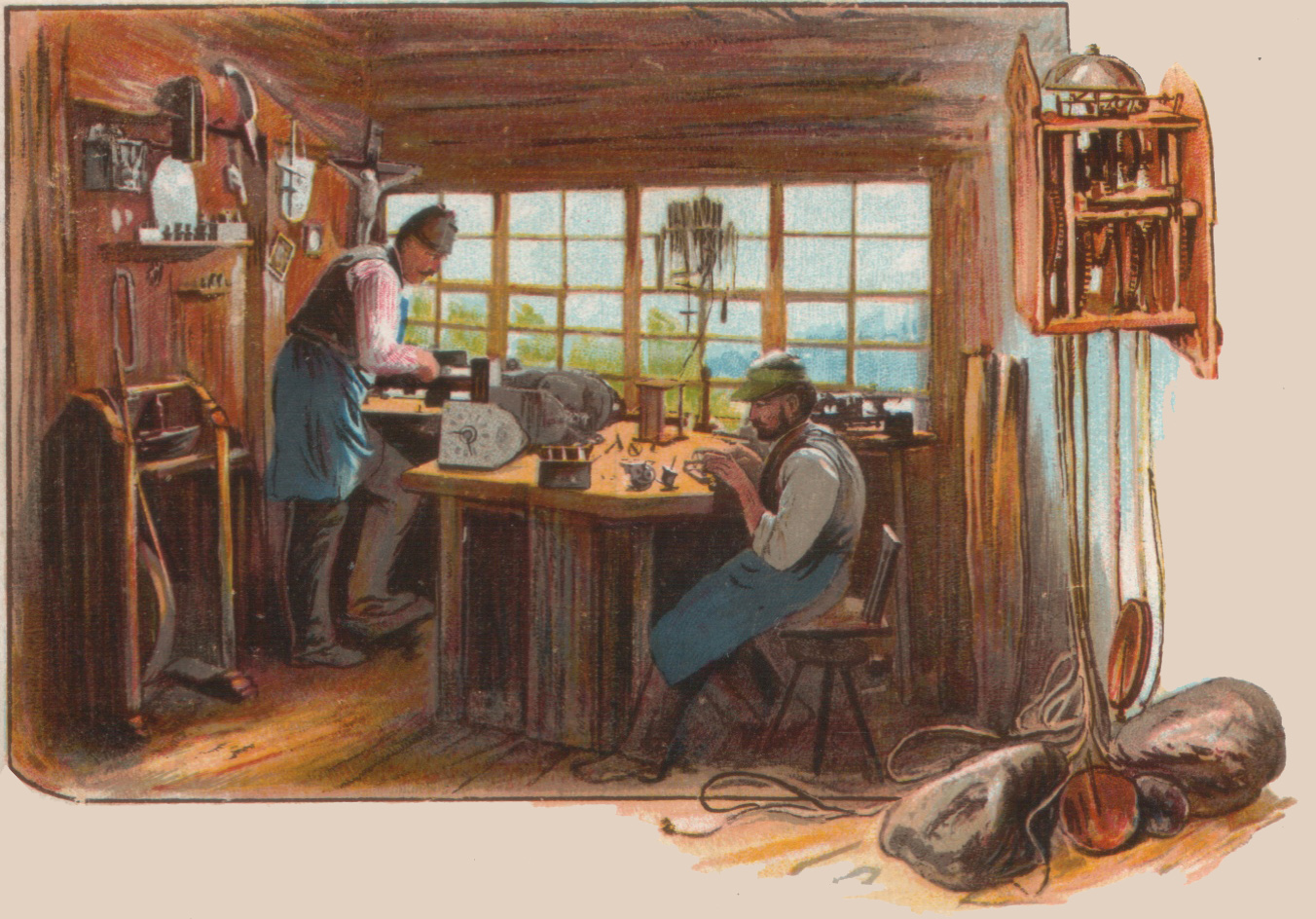
鐘錶製造，1900年
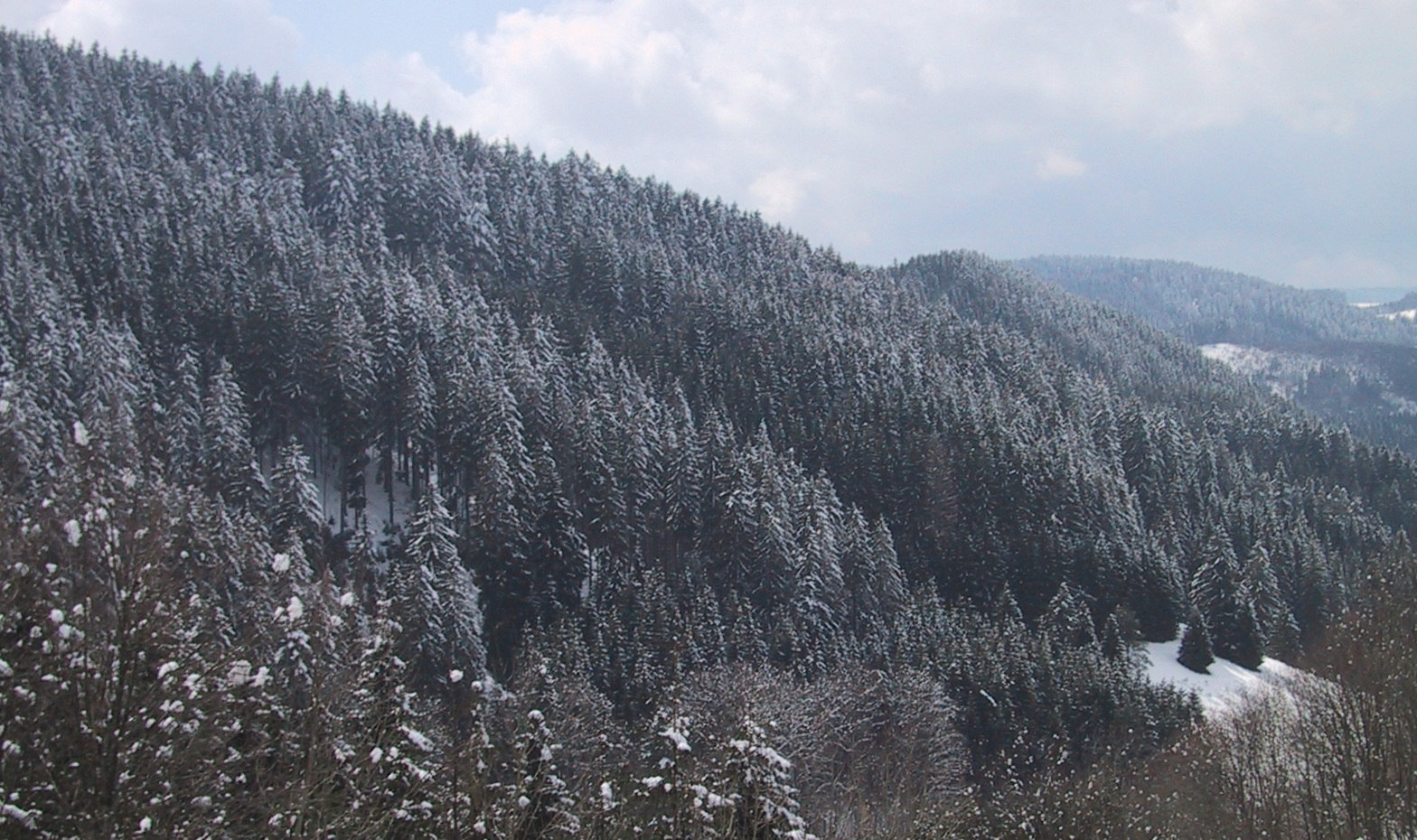
雲杉林